# 最後生還者
《最後生還者》（又译作）是由頑皮狗工作室開發，索尼電腦娛樂發行的动作冒险生存恐怖游戏，於2013年發行。游戏以被真菌感染者为題材。遊戲設定在末日之後的美國，玩家将操控喬爾，护送少女艾莉横跨美国，他們在旅程中相扶持作戰以求存活。《最後生還者》以第三人称视角进行。玩家可使用枪支和简易武器，并可以使用潛行来抵御敌对的人类和被虫草属变异真菌感染的食人生物。在多人游戏模式中，最多8名玩家参与合作和竞争玩法。
《最後生還者》的开发始于2009年，在顽皮狗的前一款游戏《秘境探險2：盜亦有道》发行后不久。顽皮狗在公司历史上首次分成两个团队，分别同时开发《秘境探險3：德瑞克的騙局》和《最後生還者》。乔尔和艾莉之间的关系成为游戏的焦点，所有其他元素都围绕它展开。演员特羅伊·貝克和艾希莉·強森分别为乔尔和艾莉进行配音和动作捕捉，并协助创意总监尼尔·德鲁克曼创作角色和剧情。配乐由古斯塔沃·桑塔歐拉拉创作。
在2011年12月公布之后，《最後生還者》被大量玩家期待。游戏于2013年6月发行于PlayStation 3平台。游戏获得了普遍好评，其剧情、游戏性、视觉效果、声音设计、人物塑造和对女性角色的描述都得到了赞誉。《最後生還者》是最畅销的电子游戏之一，第一周就售出130多万套，截至2018年4月已售出1700万套。该游戏赢得了数百项游戏奖项与提名，包括多个年度游戏奖。《最後生還者》还被誉为有史以来最伟大的电子游戏之一。
遊戲發售後，顽皮狗发布了多个可下載內容；《最后生还者：遗落》增加了一个聚焦于艾莉和她最好的朋友莱利的单人游戏；PlayStation 4复刻版《最后生还者 重制版》于2014年7月发行；续集《最后生还者 第II章》于2020年6月发行；完全重製版《最後生還者 第I章》于2022年9月2日发行於PlayStation 5平台，于2023年3月28日推出Microsoft Windows版本。该游戏的成功也催生了一个跨媒体系列，其改编媒体包括2013年的改编漫画《最后生还者：美国梦》，2023年HBO的改编电视剧，还有多款改编作品尚未推出：Themeborne的桌面游戏《最后生还者：逃离黑暗》，一款多人游戏，以及CMON的桌面游戏。

## 游戏系统
《最后生还者》是一款以第三人称视角进行的动作冒险游戏。遊戲中，玩家穿越城镇、建筑、森林和下水道等末世环境，推进故事的发展。玩家可以使用枪支、简易武器和隐身术来抵御敌对的人类和被冬虫夏草真菌变异菌株感染的食人生物。在游戏的大部分时间里，玩家控制着乔尔，负责护送少女艾莉横跨美国。在游戏的冬季部分，玩家还会控制艾莉，并在开场时短暂地控制乔尔的女儿莎拉。

“聆听模式”下玩家可通过隔墙显示敌人和角色的轮廓来发现他们的位置

在战斗中，玩家可以使用远程武器，如步枪、猎枪和弓，以及短程武器，如手枪和短管猎枪。玩家还可以搜刮有限的近战武器，如水管和棒球棍，并投掷瓶子和砖头来分散敌人的注意力、使敌人眩晕或攻击敌人。玩家可以使用收集到的零件在工作台上升级武器。保健包、刀和燃烧弹等装备可直接找到或使用收集的物品制作。通过收集药丸和药用植物，玩家可以提高健康值上限和治疗速度等属性。玩家可通过寻找可食用的物品或使用健康工具包补充健康值。
虽然玩家可以直接攻击敌人，但也可以使用潛行機制，在不被发现的情况下进行攻击或从他们身边溜走。在“聆听模式”中，人物的動作會變慢，畫面變為黑白，玩家的听觉和空间意识增强，可以透过障碍物显示敌人的轮廓来定位发出声音的敌人（但部分難度無法使用）。在动态掩护系统中，玩家可以蹲在障碍物后面，在战斗中获得战术优势。游戏的特点是在没有战斗的阶段，往往涉及到人物之间的对话。游戏中有一些简单解谜元素，例如使用漂浮的托盘将不会游泳的艾莉移过水体，以及使用梯子或垃圾箱到达更高的地方。在探索黑暗地段时，手電筒对玩家很有帮助。玩家可搜刮笔记、地图、漫画等故事收集品，并在背包菜单中查看。
游戏的特点是有一个人工智能（AI）系统，人类敌人通过该系统对战斗作出反应。如果人类敌人发现了玩家，他们可能会躲避或呼救，也可能在玩家分心、没弹药或战斗时攻击。玩家的同伴，如艾莉，可以通过向威胁者投掷物体以使其眩晕，通报玩家看不见的敌人的位置，或使用刀和手枪攻击敌人来协助战斗。
遊戲中的感染者有四種：級別依感染程度由低到高分別是跑者、潛伏者、循聲者、巨無霸。前兩個階段的感染者仍有視力，但攻擊力較低；後兩者攻擊力、防禦力更為強大，但完全喪失了視力，僅靠聲音來辨別主角所處的位置。跑者為初階感染者，是最常見且較容易解決的喪屍；潛伏者頭部略為开花，已失去部分頭型，善於埋伏（可躲過聆聽模式）；循聲者特徵為頭部裂開且不斷發出高頻率的彈舌聲辨認周遭，擁有極強的聽力，不易近戰肉搏殺死，在未滿足條件的情況下近身甚至會即死；巨無霸是Boss級的敵人，極少見，而攻擊防禦都很高，身上滿是可以拔下投擲的孢子，近身會直接被殺死。而單人遊戲模式下的人類敵人則有政府軍隊，搶奪維生的“獵人”，以及火螢成員。人類敵人有陷入瀕死狀態的可能，此時可使用「處決」進行特殊殺敵。

### 多人模式
游戏的多人遊戲模式被称为“阵营”（Factions），可容纳最多八人進行四對四對抗的連線遊戲，角色操作、戰鬥方式及可製作的道具則與單人模式類似。遊戲提供三種模式：“補給爭奪戰”、“求生戰”和“盤問”。其中“補給爭奪戰”和“求生戰”皆為隊伍死亡竞赛，差別在於前者玩家能夠進行有限次數的復活，后者无法复活；“盤問”模式中，玩家可以無限次復活，玩家将敌人击倒后，可以上前对其进行“盘问”，以获得对方的保险箱密码，全队成功盘问5次后，便可得到对方保险箱的位置。最先打开敌对锁箱的队伍获胜。任一模式下，玩家皆須選擇所屬陣營，分別為「火螢」和「獵人」，並以讓陣營中的生存者存活為目標。一局对战被记作一“天”，经过12“週”后，一輪游戏结束，玩家可以重新选择阵营。
在遊戲中，武器裝備須使用“零件”進行購買和升級，零件則藉由殺敵、傷害、救人、醫療、製作道具等方式來獲得。比赛结束后零件会转化为“补给”，即玩家的经验值。积累“补给”可提升玩家的等级，提升等级可获得更多点数，以购买初始武器或技能。玩家可以将游戏连接到Facebook账户，与Facebook好友匹配游戏。玩家也可使用帽子、头盔、面具和徽章来自定義角色的外形。2019年9月3日，頑皮狗关闭了PlayStation 3版本的多人游戏服务器。

## 劇情梗概

游戏中主角横跨美国的路线

遊戲開場設定於2013年的美國，主角喬爾是一個單身父親，與他12歲的女兒莎拉住在德克薩斯州。一天晚上，突變的蟲草菌肆虐美國，病菌將其人類宿主變成攻擊性強且吃人的怪物。喬爾與他的弟弟湯米和莎拉逃離混亂，但莎拉却被一名士兵槍殺。
20年後，人類文明已面目全非，倖存者生活在治安隔離區。住在波士頓隔離區的喬爾與他的朋友泰絲向當地黑幫追討原本應該給他們的武器，這批武器卻被賣給了地下組織火螢。喬爾和泰絲得知真相後殺了那個無賴，卻遇上了火螢的首領瑪琳。瑪琳提出只要他們能將一個14歲的小女孩艾莉，送到議會大廈給火螢護送部隊接手，就同意把武器還給他們。雖然當下未說明，但護送期間艾莉坦承三個星期前被感染，卻活了下來，她被認為可能擁有研製疫苗的關鍵。抵達大廈後議會被士兵包圍，因稍早襲擊而遭到真菌感染的泰絲於是決定犧牲自己為兩人拖延時間，並要求喬爾將艾莉送達火螢的手中。

游戏中虚构团体“火萤”的标志

乔尔决定和艾莉去找汤米，他知道火螢的下落。在林肯的朋友比尔的帮助下，他们获得了一辆车。但开车到匹兹堡時，他们被當地武裝猎人伏击。他们与兄弟亨利和山姆成为同伴，一同逃离城市。但逃離當夜山姆因被咬伤變異成感染者，亨利杀死山姆后悲傷不已而自杀。
到了秋天，乔尔和艾莉终于在怀俄明州找到汤米，其控制一座水壩。乔尔本考慮由湯米接手艾莉，但最後仍繼續和她待在一起。汤米告訴他们實驗室位於废弃的东科罗拉多大学，但他們抵達時火螢早已经撤離至盐湖城的聖瑪麗医院。当他们打算离开时遭猎人袭击，最后艾莉带着腹部重伤的乔尔逃离。
時間進入冬季，艾莉和乔尔暂住在山上的廢棄度假村，乔尔意識不清，需要艾莉的照顾。在猎取一隻公鹿时，艾莉遇到大卫和詹姆斯，她从他们手中换得了药品以治療喬爾，但二人其实是食人族（Cannibals），他们跟蹤並抓走了艾莉。她逃脫時杀死了詹姆斯，但是大衛因為中意艾莉而不想殺了她，想讓她在食人族待下來。同時略微恢复的乔尔到处寻找艾莉並發現獵人的蹤跡，同時間，艾莉在逃脫時差點被大衛杀掉。最後艾莉反杀了大卫，喬爾隨後也找到了她，兩人一起逃离。
春天，乔尔和艾莉抵达盐湖城，被火螢捕获。在医院里，马琳告诉乔尔，他们必需给艾莉做脑部手术以研制疫苗，艾莉将为此付出生命。但乔尔不願讓艾莉去死，於是救下了手术室中昏睡中的艾莉逃出醫院，顺手杀死了马琳並回到湯米的據點生活。路上艾莉醒來後乔尔向艾莉謊稱世界上有數十人和艾莉一樣對蟲草菌免疫，而且火螢雖然找到這些免疫者卻根本無法找出治愈蟲草菌的方法。艾莉將信將疑，乔尔對艾莉發誓表示自己所說的都是真的。
游戏还提供了下载内容《最後生還者：拋諸腦後》互相穿插了两部剧情：在逃离东科罗拉多大学后，重伤的乔尔急需治疗，艾莉为了救他独自冒险前往废弃的购物中心，并从坠落的军队直升机裡拾获了宝贵的的急救箱；以及本篇故事发生前（艾莉的回憶），艾莉和好友萊莉最後一次的冒險。萊莉加入了火螢，她与艾莉来到一个废弃的购物中心，告诉艾莉她已被部署到另一城市。艾莉求她留下来。其後她们遭到感染者的追赶，并都被咬伤。两人考虑一起等待死亡，但最终决定度过最后的时刻。

## 开发
頑皮狗曾在完成《秘境探險2：盜亦有道》（2009年）后秘密開發本作兩年。為了達成此一目標，同時開發神秘海域系列，頑皮狗聯合總裁埃文·威爾斯和克里斯多夫·巴拉斯特將公司分為兩隊，一隊開發《秘境探險3：德瑞克的騙局》（2011年），一隊開發本作 。开发本作的团队由游戏总监布鲁斯·斯特拉利和创意总监尼尔·德鲁克曼领导。
在大学期间，德鲁克曼有一个想法，将《ICO》（2001年）的游戏玩法融合到僵尸启示录的故事中，就像喬治·安德魯·羅梅羅的《活死人之夜》（1968年）那样，主角类似于《罪恶之城》（1991-2000年）的约翰·哈蒂根。主角是一名警察，他的任务是保护一个年轻女孩；然而，由于主角的心脏状况，玩家往往会控制这个年轻女孩，逆转保护者和受保护者的角色。德鲁克曼后来在创作《最后生还者》的故事时发展了这一点。德鲁克曼将《最后生还者》视为一个成长的故事，在这个故事中，艾莉在与乔尔相处后适应了生存，同时也探索了一个父亲是如何愿意拯救他的孩子。
游戏主要的主题是“生命在继续”；这在乔尔和艾莉发现一群长颈鹿的场景中呈现出来，概念艺术家约翰·斯威尼（John Sweeney）解释称，这旨在“重新点燃（艾莉）对生命的渴望”，因为她在与大卫相遇后遭受了痛苦。感染者是游戏的一个核心概念，其灵感来自于BBC自然纪录片（2006年）的一个片段，其中介绍了冬虫夏草真菌。虽然这种真菌主要感染昆虫，通过控制昆虫的运动功能迫使其帮助培养真菌，但游戏探讨了真菌进化和感染人类的概念，以及这种感染爆发的直接结果。
乔尔和艾莉之间的关系是游戏的重点，所有其他元素都是围绕它来发展的。德魯克曼說，他希望本作在為所有電子遊戲開發商提高設計劇情的標準，因為他覺得電子遊戲產業之內，講故事的標準並不夠高。德魯克曼的意圖是實現敘事上的革命，最後，該遊戲的敘事也確實引發了類似電影所激發的熱烈討論。而遊戲時間的設定貼近現實生活，增強了遊戲的代入感。
演员特羅伊·貝克和艾希莉·強森分别为乔尔和埃莉进行配音和动作捕捉，貝克和強森也为角色的发展做出了贡献：例如，贝克说服了德鲁克曼，让乔尔会因为泰丝的孤独而更关心他；強森也说服他让艾莉显得更强壮、更具有防御能力。埃利的外观被重新设计，显得更年轻，以更好地反映強森的个性。游戏中的其他角色也经历了改变。泰丝这个角色最初打算成为主要的反面人物，但团队发现很难相信她的动机。角色比尔的性取向最初在剧本中是模糊的，但后来进行了修改，以进一步反映他的同性恋身份。
《最后生还者》游戏设计师里基·坎比尔（Ricky Cambier）引用了电子游戏《ICO》和《惡靈古堡4》作为游戏设计的影响因素。他说，团队想創造盡可能逼真的生存恐怖遊戲，包括動作的設計都盡可能做到逼真。他还说道，感情的分量需要与世界问题的紧张程度相平衡，制作团队想把《ICO》的“角色建设和互动”，与《惡靈古堡4》的“紧张和行动”相融合。该团队创建了新的游戏引擎以满足他们对游戏的需求。游戏中的AI系统旨在与玩家协作，艾莉作为AI加入游戏是制作组在AI系统方面做出的最重要的决定。照明引擎也被重新创建，以纳入柔光，其中阳光通过空间渗入并从表面反射。游戏玩法的设计给团队带来了困难，因为他们认为每一个机制都需要彻底的分析。游戏的用户界面设计在整个开发过程中也经历了各种迭代。
《最后生还者》于2011年12月10日在斯派克电子游戏大奖上公开，同时公布了其首部预告片。这一公开引起了游戏行业的广泛期待，记者们将其归功于顽皮狗的声誉。游戏最初预计于2013年5月7日发布，但被推迟到2013年6月14日以提高游戏标准。为了促进预购销售，顽皮狗与几个零售商合作，提供带有额外内容的游戏特别版。

### 音乐

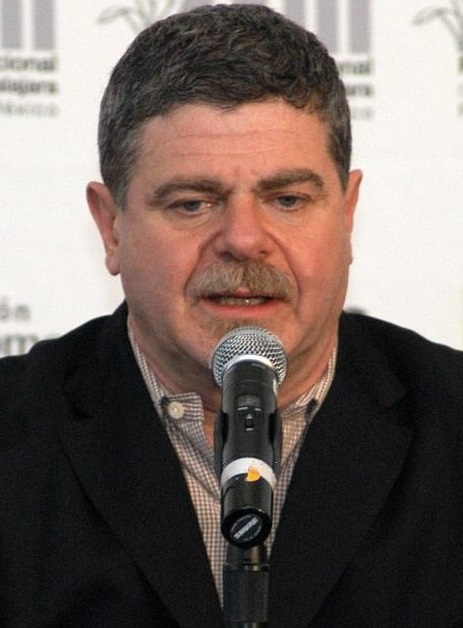
阿根廷音乐家古斯塔沃·桑陶拉利亚为《最后生还者》作曲

《最后生还者》的原创配乐主要由古斯塔沃·桑陶拉利亚创作，同时还有安德鲁·布雷什（Andrew Buresh）、安东尼·卡鲁索（Anthony Caruso）和乔纳森·梅尔（Jonathan Mayer）的作品。桑陶拉利亚以其极简主义的作品而闻名，在开发的早期就被制作团队邀请创作。他使用各种乐器来创作配乐，包括一些他不熟悉的乐器，给人一种危险和纯真的感觉。游戏的声音和艺术设计也采用了这种极简主义的方法。团队希望把重点放在情感上，而不是营造恐怖氛圍。感染者的声音是开发过程中的首要任务之一；团队对声音进行了实验，以达到最好的作品。为了实现Clicker的声音，他们聘请了配音演员米斯蒂·李，她提供的声音被音频负责人菲利普·科瓦茨（Phillip Kovats）描述为发自“喉咙后面”。艺术团队以各种作品为灵感，如罗伯特·波利多里在2005年飓风卡特里娜之后拍摄的照片被用作设计匹兹堡的洪水区时的参考。在开发过程中，由于制作团队有强烈的分歧，艺术团队被迫为他们希望包括的东西进行协商。最终，团队在简洁和细节之间达成了平衡；斯特拉利和德鲁克曼更喜欢前者，而艺术团队则更喜欢后者。游戏的片头字幕由索尼的圣地亚哥工作室制作。

### 额外内容
《最后生还者》有可下载内容（DLC）。购买游戏季票可获得所有DLC、游戏前期的能力提升，以及关于游戏制作过程的纪录片《扎根：制作〈最后生还者〉》（Grounded: Making The Last of Us），该纪录片后来于2014年2月网络发行。视觉与声音包（Sights and Sounds Pack）包括原声带，PlayStation 3主屏幕的动态壁纸，以及两个头像。生存包（Survival Pack）的特点是在完成单人战役后奖励皮肤，初始游戏内货币数量提升，多人游戏模式中奖励经验值，以及抢先体验多人游戏模式的可定制项目。被遗弃的领土地图包（Abandoned Territories Map Pack）于2013年10月15日发行，增加了四个多人游戏新地图，均基于游戏剧情中的出现地点。噩梦捆绑包（Nightmare Bundle）于2013年11月5日发行，包含10个头部物品，其中9个可以单独购买。
《最后生还者：遗落》增加了一个单人战役，其中有两条故事情节：一条设定在《最后生还者》的序幕之后，另一条设定在冬季篇之前；两条故事情节均跟随艾丽和她的朋友莱莉。《最后生还者：遗落》于2014年2月14日作为DLC发行，2015年5月12日作为独立扩展包发行。第三个捆绑包在2014年5月6日发行，有五个独立的DLC。其中Grounded为主游戏和《最后生还者：遗落》增加了新的难度；开垦的领土地图包（Reclaimed Territories Map Pack）增加了新的多人游戏地图；专业生存技能捆绑包（Professional Survival Skills Bundle）和情景生存技能捆绑包（Situational Survival Skills Bundle）增加了八个多人游戏新技能；生存者武器捆绑包（Survivalist Weapon Bundle）增加了四个新武器。砾石和齿轮捆绑包（Grit and Gear Bundle）于2014年8月5日发行，增加了新的头饰物品、面具和手势。包含所有可下载内容的年度游戏版（Game of the Year Edition）于2014年11月11日在欧洲发行。

### 《最后生还者 重制版》

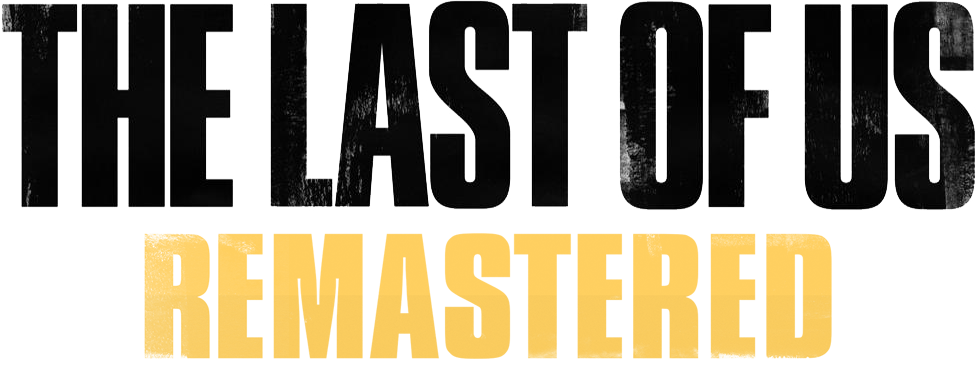
《最后生还者 重制版》的标志

2014年4月9日，索尼宣布了《最后生还者 重制版》（The Last of Us Remastered），为《最后生还者》的PlayStation 4复刻版。它于2014年7月29日在北美发行。《重制版》使用DualShock 4的触摸板来导航库存物品，光条发出健康信号，受击特效从绿色扩展到橙色和红色。此外，在游戏世界中发现的录音可以通过手柄的扬声器听到；原版游戏迫使玩家在播放录音时保持在一个菜单中。游戏的照片模式允许玩家通过暂停游戏并自由调整相机来捕捉游戏中的图像。在菜单中，玩家可以观看由德鲁克曼、贝克和约翰逊提供音声解説的所有过场动画。《重制版》的特点是画面的改进和渲染的升级，包括绘制距离的增加和帧率的提高，以及加入高级音频选项。《重制版》包括之前发行的可下载内容，如《最后生还者：遗落》和一些多人游戏地图。开发团队的目标是创造一个“真正的”复刻版，保持“核心体验”。

### 《最后生还者 第I章》
《最后生还者 第I章》 是《最后生还者》的完全重製版，于2022年9月2日发行于PlayStation 5平台，于2023年3月28日发行了Microsoft Windows版本。其特点是修改了游戏玩法和操控方式，改进了灯效和画质，新增亲和力选项。在PlayStation 5上，游戏支持3D音频，以及DualSense手柄的触觉反馈和自适应触发器。《最后生还者 第I章》的开发由游戏总监马修·加兰特（Matthew Gallant）和创意总监肖恩·艾斯卡（Shaun Escayg）领导。游戏的艺术指导、动画和人物模型均被完全重制，以利用PlayStation 5硬件的优势。重制版是在与原版游戏开发团队的愿景一致的前提下进行的技术和画面的增强。艾斯卡希望每个元素都能让玩家感到脚踏实地，沉浸在游戏世界中。加兰特与Descriptive Video Works的一个专业团队合作，为过场动画创建音频描述。原版游戏的愿景是强调世界的美，而不是视觉上的黑暗和乌托邦形象，重制版也利用PlayStation 5硬件优势提高了画面的细节程度。重制版的宣布引发的反应不一，一些记者和玩家认为由于原版年代并不久远，以及《最后生还者 重制版》的存在，使得《最后生还者 第I章》没有必要，其70美元的价格也遭到质疑。游戏发行后获得了积极的评价，其画面的增强、面部动画的更新、敌人和角色AI的改进，以及新增的亲和力、音频和控制器选项都得到赞誉，但对其玩法和关卡设计的反应褒贬不一。

## 反响

### 首发原版
| 汇总媒体     | 得分   |
| ------------ | ------ |
| GameRankings | 95.09% |
| Metacritic   | 95/100 |

| 媒体                    | 得分    |
| ----------------------- | ------- |
| 电脑与电子游戏          | 10/10   |
| Edge                    | 10/10   |
| 电子游戏月刊            | 9.5/10  |
| Eurogamer               | 10/10   |
| Game Informer           | 9.5/10  |
| GameSpot                | 8/10    |
| GamesTM                 | 9/10    |
| Giant Bomb              | [ 107 ] |
| IGN                     | 10/10   |
| Joystiq                 | [ 109 ] |
| 英国PlayStation官方杂志 | 10/10   |
| Polygon                 | 7.5/10  |
| VideoGamer.com          | 10/10   |

根据汇总媒体Metacritic基于98篇评测得出的结论，《最后生还者》获得了“普遍的赞誉”。它是Metacritic上评分第五高的PlayStation 3游戏 。评论家们赞扬了游戏的角色塑造、剧情、潜台词、画面和声音设计，以及对女性和LGBT角色的描述。《最后生还者》被认为是最重要的第七世代电子游戏之一，并被列入有史以来最伟大的电子游戏之列。IGN的科林·莫里亚蒂称《最后生还者》是“一部杰作”和“PlayStation 3的最佳独占游戏”，《Edge》认为它是第七世代游戏机中“最引人入胜、让人产生情感共鸣的故事驱动的史诗级作品”。Eurogamer的奥利·韦尔什写道，它是生存恐怖类游戏的“希望之光”。《电脑与电子游戏》的安迪·凯利宣布它是“顽皮狗最精彩的时刻”。
《电脑与电子游戏》的凯利认为游戏的剧情令人难忘，IGN的莫里亚蒂将游戏剧情称为游戏的突出点之一。《PlayStation官方雜誌》的大卫·梅克勒姆认为，游戏的节奏完全正确，他写道：“（游戏中的）每一步都有真正的时间流逝和旅行的感觉”，Destructoid的吉姆·斯特林称赞了游戏的悬疑时刻。
游戏角色也获得了好评，尤其是乔尔和艾莉之间的关系。《Game Informer》的马特·赫尔格森称其为“沉痛”和“精心刻画”。Eurogamer的韦尔什写道，德鲁克曼以“真正的耐心和技巧”塑造了两个角色，并赞美了角色的情感价值，《Joystiq》的理查德·米切尔认为这种关系“真实”且富有情感。《PlayStation官方雜誌》的梅克勒姆认为乔尔和艾莉是所有PlayStation 3游戏中最好的角色，IGN的莫里亚蒂认为这是游戏的一大亮点。《电脑与电子游戏》的凯利认为角色“色彩丰富”，且人物的塑造也“令人印象深刻”。《Polygon》的菲利普·科拉尔认为游戏中的艾莉的令人信赖使他人更容易与她建立联系，而且游戏中的可选对话也帮助了角色的关系的建立。角色的演出也得到了赞扬，《Edge》和Eurogamer的韦尔什指出，角色的演出“为剧本的优雅音符注入了辛酸”。
许多评论家认为游戏的战斗系统与其他游戏有很大不同，令人耳目一新。《Game Informer》的赫尔格森赞美了战斗中的主角的脆弱性，《电脑与电子游戏》的凯利则喜欢战斗方式的多样性。IGN的莫里亚蒂认为战斗是“紧张和伤脑筋的”，并补充道感觉每一个敌人都“有人性”。《Joystiq》的米切尔称战斗“在乔尔的手上堆积了一个又一个的死亡”。Eurogamer的韦尔什认为游戏中充满威胁和悬念的遭遇给游戏带来了更多的玩法。《GameSpot》的Tom Mc Shea认为游戏的AI降低了战斗的体验，敌人经常无视玩家的同伴。《Polygon》的科拉尔也认为战斗系统有缺陷，尤其是与感染者的战斗，并指出游戏中的AI有些时候很“荒谬”，“打破了顽皮狗努力营造的氛围”。
该游戏的视觉效果受到了许多评论家的赞扬。其艺术设计被《电脑与电子游戏》的凯利称赞为“杰出”，被Eurogamer的韦尔什称赞为“令人瞠目结舌”。相比之下，《GameSpot》的Mc Shea认为后末日世界的视觉表现是“平凡的”，让人产生“似曾相识的感觉”。游戏的画面经常被评论家评为PlayStation 3游戏的最佳画面，《Game Informer》的赫尔格森称其为“主机游戏中无可比拟的”，IGN的莫里亚蒂称其让游戏充满了真实感。Destructoid的斯特林写道，游戏在视觉上令人印象深刻，随着游戏的深入更加令人难以置信，但技术问题，如在游戏剧情早期阶段的一些“混乱和基本”的纹理，对视觉效果留下了负面影响。
游戏的世界和环境得到许多评论家的赞誉。《电脑与电子游戏》的凯利表示，环境是“广大的、细节的、充满秘密的”，并补充说《最后生还者》成功地“掩盖”了其线性。《Edge》发表了类似的评论，写道其关卡设计适当地服务于剧情。《Game Informer》的赫尔格森，游戏的世界“有效而华丽地（传达）了故事的孤独感”。IGN的莫里亚蒂赞美了游戏世界中的细节元素，如隐藏的纸条和信件。《科学美国人》的凯尔·希尔赞扬了感染这一设定的合理性。
评论家们称赞了《最后生还者》对声音的使用。Eurogamer的韦尔什认为声音设计明显比其他游戏好，《Game Informer》的赫尔格森称其为“惊人”。《GameSpot》的Mc Shea表示，音频增加了游戏的效果，特别是在躲避敌人时。《电脑与电子游戏》的凯利认为环境音对游戏有积极影响，古斯塔沃·桑陶拉利亚的配乐“稀疏而细腻”。《Game Informer》的赫尔格森和Destructoid的斯特林都称配乐“令人神魂颠倒”，后者认为它补充了游戏性。
《最后生还者》中的暴力画面引起了评论家的大量评论。Engadget的作者Ben Gilbert认为，游戏对战斗的持续关注是“引领游戏中脆弱的主角二人组走向安全的必要之恶”。Kotaku的Kirk Hamilton写道，暴力是“沉重的、有影响的和必要的”，而不是无端的。《USgamer》的Anthony John Agnello写道，游戏一直在加强与暴力相关的消极性，故意让玩家在暴力战斗中感到不舒服。他说，游戏中的死亡不是不必要的，也不是没有道理的，这使故事更有力量。《电脑与电子游戏》的凯利说，尽管有“令人难以置信的残酷”战斗，但暴力从来没有感觉到是无端的。Eurogamer的韦尔什也有类似的评论，说暴力不是“令人麻木的或盲目的”。《Game Informer》的赫尔格森指出，游戏的暴力导致玩家质疑他们选择的道德性。《Joystiq》的米切尔写道，暴力是“被设计成令人不舒服的”，说它有助于塑造乔尔的性格。在游戏发行之前，《卫报》的基思·斯图尔特写道，暴力的可接受性将取决于它在游戏中的背景。
许多评论家讨论了该游戏对女性角色的描写。《Edge》的杰森·基林斯沃思赞扬了游戏中没有性爱的女性角色，写道：“为大多数电子游戏大作中的性别歧视和倒退的性别态度提供了令人耳目一新的解药”。Eurogamer的艾莉·吉布森称赞艾莉“有时很坚强，有时很脆弱，但绝不是陈腔滥调”。她认为，艾莉最初被确立为“落难少女”，但这一概念被颠覆了。《GameSpot》的Carolyn Petit称赞女性角色在道德上有冲突，令人同情，但他写道，电子游戏中的性别应该“根据其实际优点进行评估，而不是与其他游戏相比较”。《纽约时报》的克里斯·苏伦特罗普承认艾莉是一个讨人喜欢且“有时很有力量”的角色，但他认为《最后生还者》“实际上是乔尔的故事”，他说这是“另一个由男人、为男人和关于男人的电子游戏”。《最后生还者》也因其对LGBT角色的描写而受到赞扬。GayGamer.net的萨姆·艾因霍恩认为，对比尔的性取向的揭示“增加了他的性格……而没有真正地将他樣板化”。美国组织GLAAD将比尔评为“2013年最有趣的LGBT新角色”之一，称他“有很大的缺陷，但完全是独一无二的”。《最后生还者：遗落》中艾莉亲吻了同为女性的好友萊莉的场景得到了积极的反应，Kotaku将其吻形容为“电子游戏史上最近的突破性时刻”。

### 《最后生还者 重制版》
| 汇总媒体   | 得分   |
| ---------- | ------ |
| Metacritic | 95/100 |

| 媒体           | 得分    |
| -------------- | ------- |
| Game Informer  | 10/10   |
| GamesRadar+    | [ 131 ] |
| GameSpot       | 8/10    |
| IGN            | 10/10   |
| Polygon        | 8/10    |
| VideoGamer.com | 10/10   |
| The Escapist   | [ 136 ] |
| The Telegraph  | 9/10    |

根据汇总媒体Metacritic基于69篇评测得出的结论，《最后生还者 重制版》也获得了“普遍的赞誉”。它是Metacritic上评分第三高的PlayStation 4游戏，仅次于《侠盗猎车手V》和《荒野大镖客：救赎2》
游戏画面的增强得到了积极的反应。IGN的科林·莫里亚蒂认为重制版的画面保真度比《最后生还者》有所提高，尽管原版已经是他“在任何主机上看到的最漂亮的游戏”。《GamesRadar》的大卫·霍顿赞同这一说法，称其视觉效果“令人瞠目结舌”。VideoGamer.com也赞扬了画面的改进，特别称赞了增加的绘画距离和改进的照明技术。Digital Spy的利亚姆·马丁也认为照明系统改善了游戏性，使游戏“感觉更加危险”。《Game Informer》的蒂姆·图瑞表示，该重制版比《最后生还者》“更加令人惊叹”。《TechRadar》的马特·斯威德称赞了重制版细微的细节变化和技术改进。《独立报》的杰克·弗莱明认为，原版游戏的视觉缺陷在重制版中被放大，但他无论如何都对更新后的画面大加赞赏。
许多评论家认为技术上的改进（例如帧率的提高）使游戏比原作更受欢迎。《Game Informer》的Turi认为游戏的帧率显著地将游戏提升到原作之上。《The Escapist》的詹姆斯·斯特林称赞了升级后的帧率，并评论道原来的帧率是一种“明显的劣质体验”。IGN的莫里亚蒂表示，他最初认为这种变化是“令人不快的”，但在进一步的游戏中对之表示赞赏，他还认为帧率的提高不仅提供了“明显的美感提升”，也增强了游戏性。
新增的照片模式受到了好评。《TechRadar》的斯威德称该模式是一个突出的功能，IGN的莫里亚蒂则赞扬了该功能使捕捉“华丽的”图像变成可能。控制方式的调整也得到了赞扬，IGN的莫里亚蒂对游戏使用DualShock 4触发器表示认可，《TechRadar》的斯威德认为DualShock 4使游戏运行得更好，Digital Spy的马丁则认为它改善了游戏的战斗体验，评论称其“增加了这种沉浸感”。评论家们赞扬了DLC和音声解说。这些特点使《The Escapist》的斯特林将其称为“游戏的终极版本”。

### 获奖

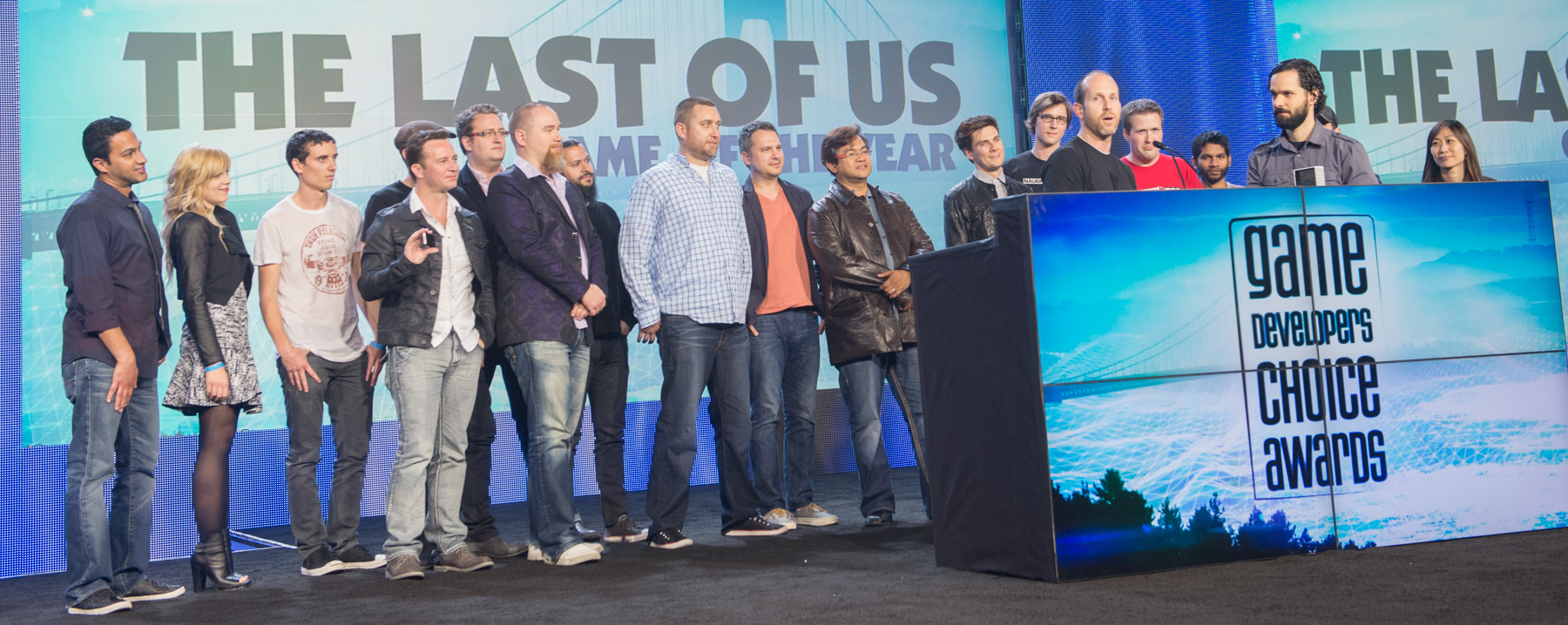
部分顽皮狗的制作组成员在游戏开发者选择奖的颁奖仪式上接受年度游戏奖

在游戏发行之前，《最后生还者》就凭借在E3上发布的预告获得了许多奖项。它是汇总媒体Metacritic和GameRankings2013年评分第二高的电子游戏，仅次于《侠盗猎车手V》。该游戏被多家评奖机构和游戏媒体评为2013年最佳游戏（或年度游戏），如第42届安妮奖、《影音俱樂部》 、英国学院游戏奖、Canada.com、《每日电讯报》、Destructoid、第17届D.I.C.E.大奖、《The Escapist》、GamesRadar、《GameTrailers》、第14届游戏开发者选择奖、Game Revolution、Giant Bomb、《Good Game》、《Hardcore Gamer》、IGN、IGN Australia、《国际财经时报》、Kotaku、VG247、VideoGamer.com。它还被《GameSpot》、《GameTrailers》、《Hardcore Gamer》和IGN评为2013年最佳PlayStation 3游戏。顽皮狗也因本游戏被《每日电讯报》、《Edge》、金摇杆奖、《Hardcore Gamer》和2013年斯派克VGX评为年度最佳工作室（或最佳开发者）。
贝克和约翰逊为该游戏的配音和动作捕捉获得了多项提名：贝克获得了2013年斯派克VGX，约翰逊获得了英国学院游戏奖、D.I.C.E.大奖、2013年斯派克VGX以及《每日电讯报》颁发的年度奖项。游戏的剧情也获得了英国学院游戏奖、D.I.C.E.大奖、游戏开发者选择奖、金摇杆奖、美国编剧工会奖，以及GameTrailers、Giant Bomb、《Hardcore Gamer》和IGN的年度奖项。游戏的声音设计和音乐获得了D.I.C.E.大奖、Inside Gaming奖和IGN评选的奖项。游戏的画面和艺术设计也获得了D.I.C.E.大奖、金摇杆奖，以及Destructoid和IGN的年度奖项。
《最后生还者》获得了D.I.C.E.大奖的杰出游戏创新奖，以及GameTrailers的最佳第三人称射击游戏奖。该游戏还获得了Hardcore Gamer的最佳新IP，金摇杆奖的最佳新作（Best Newcomer），以及Giant Bomb的最佳处女作。它也获得了IGN 2013最佳游戏（IGN's Best of 2013）的最佳音效大奖、最佳PS3多人游戏、最佳PS3动作冒险游戏、最佳动作冒险游戏大奖。它还赢得了英国学院游戏奖和《The Escapist》的最佳动作冒险游戏，以及Hardcore Gamer的最佳动作游戏和D.I.C.E.大奖的年度冒险游戏。此外还在2014年游戏大奖（TGA）上被提名为最佳重制游戏，在第15届游戏开发者选择奖上获得最佳技术的荣誉奖（honorable mention）。《最后生还者》亦被《好莱坞报道》、Mashable、Metacritic和VG247评为2010年代的最佳游戏之一。截至2025年，最後生還者获得322项年度游戏奖项，为游戏史上获得年度大奖第二多的游戏。

## 销量
在发行后的7天内，《最后生还者》售出了超过130万份，一度成为2013年发行时销量最高的电子游戏。发行三周后，该游戏的销量超过340万，在当时成为有史以来PlayStation 3上销售速度最快的游戏。该游戏一度成为销量最高的数字版PlayStation 3游戏，直到同年9月被《侠盗猎车手V》打破。《最后生还者》最终成为2013年销量第十高的游戏。在英国，该游戏连续六周保持在排行榜榜首，追平了多平台游戏《FIFA 12》（2011年）和《使命召唤：黑色行动II》（2012年）所创下的纪录，也成为了自《黑色洛城》以来英国最大型的游戏发布。在发行后的48小时内，《最后生还者》的收入300万英镑，超过了同期的高票房电影《超人：钢铁之躯》。该游戏还在美国、法国、爱尔兰、意大利、荷兰、瑞典、芬兰、挪威、丹麦、西班牙和日本的排行榜上位居榜首。
《最后生还者》是最畅销的PlayStation 3游戏之一，《最后生还者 重制版》则是最畅销的PlayStation 4游戏之一。截至2014年8月，该游戏已售出800万份，其中PlayStation 3平台售出700万份，PlayStation 4平台售出100万份。截至2018年4月，该游戏在两大平台共售出1700万份。根据Niko Partners分析师丹尼尔·艾哈迈德（Daniel Ahmad）的说法，截至2019年10月，该游戏已售出超过2000万份。

## 改编作品

### 漫画
2013年4月至7月，黑马漫画公司出版了四册漫画《最后生还者：美国梦》，由德鲁克曼撰写，费斯·艾琳·希克斯绘画。该漫画为游戏的前传作品，记录了年轻的艾莉和莱利的旅程。

### 取消制作的电影
2014年3月6日，索尼宣布幕宝电影将发行《最后生还者》的电影改编版，由德鲁克曼编剧，山姆·雷米制作。到2015年1月，德鲁克曼已经写好了剧本的第二稿，并与一些演员完成对台词。随后一年多的时间内，项目几乎没有进展，德鲁克曼在2016年4月表示，这部电影已经进入开发地狱。2016年11月，雷米表示，在索尼与德鲁克曼发生分歧后，电影的制作陷入了停滞状态。德鲁克曼在2021年接受采访表示，电影改编的失败是因为工作室太注重于制作大型动作场景，他认为这不适合《最后生还者》，而是更应该将其做为一部小型独立电影来处理。在电影取消制作前，女演员麦茜·威廉姆斯曾与德鲁克曼和雷米进行会谈，希望能扮演艾莉。
2020年1月，动画工作室Oddfellows的官方网站上披露了《最后生还者》改编动画短片的预告图。网站上写道，这部短片预计约20分钟，旨在“作为游戏和续集之间的有力桥梁”，并将“以独特的视觉处理重新诠释游戏的每个章节”，但“最终，索尼决定不再推进这个项目”。然而该网页很快就被删除，有猜测认为披露的内容可能违反了某种保密协议。

### 电视剧
2020年3月，HBO宣布筹划将《最后生还者》改编为电视剧，2020年11月20日，HBO正式宣布为电视剧开绿灯。德魯克曼和克雷格·麥辛擔當編劇和執行製片人，其他执行制片人包括卡洛琳·史特勞斯、蘿絲·林（Rose Lam）、顽皮狗工作室總裁埃文·韦尔斯，以及PlayStation Productions的阿薩迪·齊茲比什（Asad Qizilbash）和卡特·斯旺（Carter Swan）。卡特米爾·巴拉戈夫将執導試播集，阿里·阿巴西、德鲁克曼、彼得·霍尔、莉莎·约翰逊、麥辛、杰里米·韦伯、亚斯米拉·日巴尼奇将执导以后的剧集。该剧由索尼影視電視、顽皮狗工作室、和聯合製作，也是是製作的首部影集。桑陶拉利亚将为该剧作曲。佩德羅·帕斯卡和貝拉·拉姆齊分别饰演乔尔和艾莉，蓋布瑞·盧納将饰演汤米，梅爾·丹德里奇将饰演玛琳，妮可·帕克将饰演莎拉。德魯克曼稱影集劇本中的台詞有些直接取自遊戲中的對話，有些設定則有很大的改編，遊戲中一些動作繁瑣的教學過程被刪改，著重於角色之間的互動與衝突。主體拍攝於2021年7月在加拿大亞伯達省的卡爾加里開機，已於2022年6月殺青。该剧于2023年1月15日在HBO和HBO Max开播。

## 续作
2014年2月，德鲁克曼表示顽皮狗正在考虑制作续集，但需要找到一个“真正值得讲的故事，而且不是重复故事本身”。2015年9月，德鲁克曼表示，一个小团队已经开始建造游戏续集的原型（prototype），但制作组后来转而开发《神秘海域4：盗贼末路》，该游戏后来于2016年5月发行。2016年12月3日，索尼在PlayStation Experience（PSX）大会上正式公布《最后生还者 第II章》。游戏的故事发生在第一部游戏的五年后，玩家将操控艾莉而非乔尔。桑陶拉利亚回归制作组创作音乐；德鲁克曼也回归制作组，与哈雷·格罗斯一起编写剧本。但第一部游戏的总监斯特拉利没有回归。该游戏于2020年6月19日发行，获得了广泛的好评，其角色设计、视觉保真度和游戏性均得到赞扬，但评论家和玩家对其叙事方式的评论呈两极分化。